# Brats in Battalions
Brats in Battalions é o segundo álbum de estúdio da banda The Adolescents, lançado em 1987.
| Críticas profissionais                                                      | Críticas profissionais |
| Avaliações da crítica                                                       | Avaliações da crítica  |
| Fonte                                                                       | Avaliação              |
| --------------------------------------------------------------------------- | ---------------------- |
| allmusic                                                                    | [ 2 ]                  |
| Esta tabela precisa de ser acompanhada por texto em prosa. Consulte o guia. |                        |

## Faixas
1. "Brats in Battalions" — 2:33
2. "I Love You" — 4:14
3. "The Liar" — 1:59
4. "Things Start Moving" — 3:11
5. "Do the Freddy" — 0:57
6. "Losing Battle" — 1:36
7. "House of the Rising Sun" — 4:08
8. "Peasant Song" — 2:42
9. "Skate Babylon" — 2:50
10. "Welcome to Reality" — 2:02
11. "Marching with the Reich" — 2:45
12. "I Got a Right" — 2:06
13. "She Wolf" — 4:15